# Rindfleisch (Adelsgeschlecht)

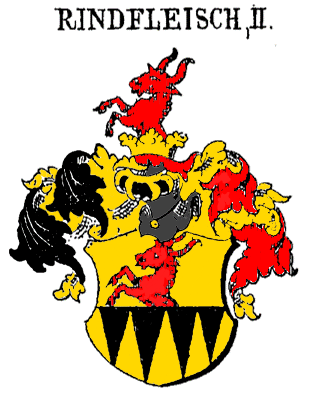
coloriertes Wappen derer von Rindfleisch II. aus Siebmachers Wappenbuch

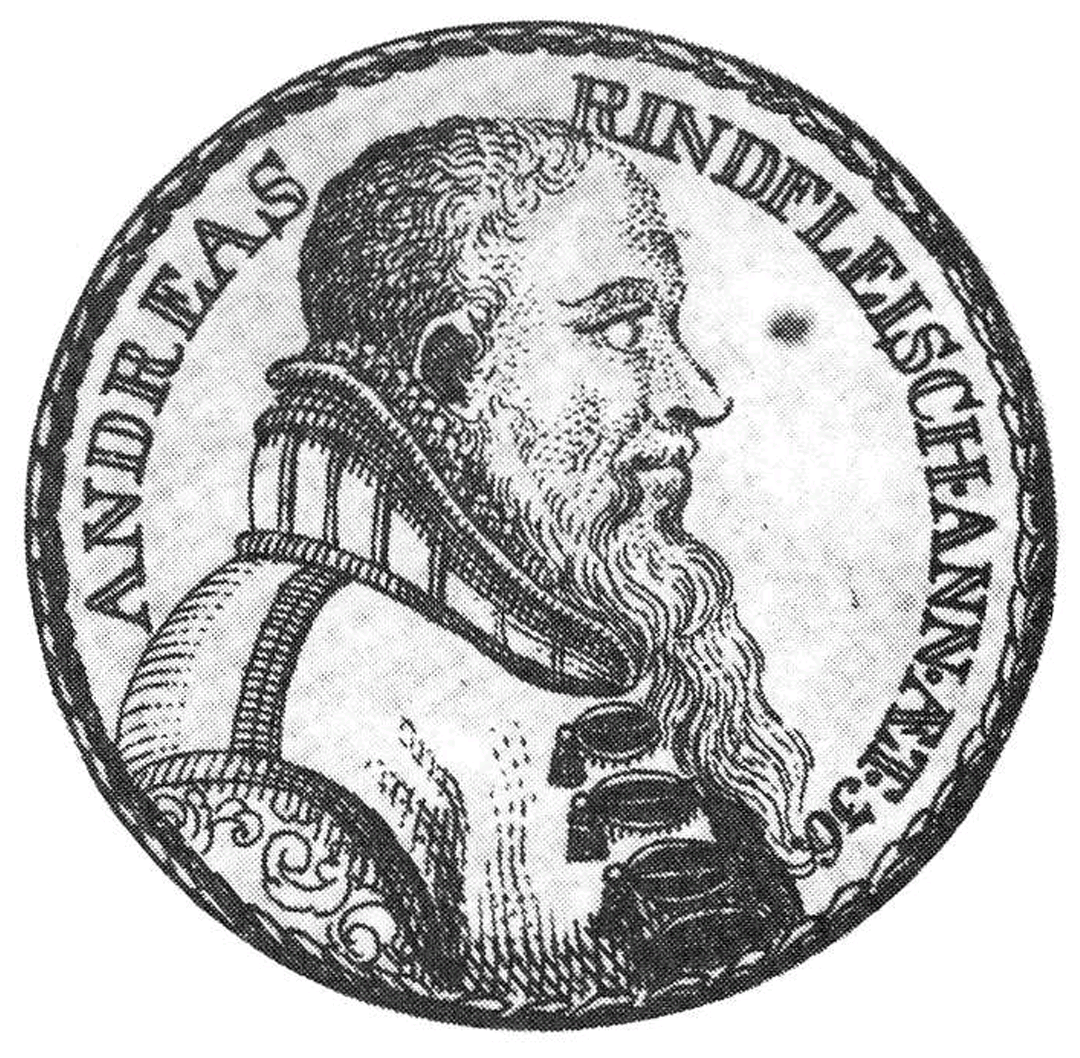
Andreas Rindfleisch († 1633); Abbildung bei Oskar Pusch

Rindfleisch war der Name eines alten weitverzweigten schlesischen Adelsgeschlecht, das vom 15. bis 17. Jahrhundert zu den bedeutendsten Patrizierfamilien der Stadt Breslau gehörte und 1772 im Mannesstamm erlosch. Die Familie soll sich von Schlesien und der Lausitz auch nach Polen, in die Niederlande und in die Schweiz verbreitet haben. Die Rindfleisch sind zu unterscheiden von späteren briefadligen Familien desselben Namens.

## Geschichte
Die Familie, die früher auch den Namen Bucretius führte, soll ursprünglich aus Namslau stammen, wofür es jedoch keine schriftlichen Zeugnisse gibt. Die Stammreihe beginnt mit Hans Rindfleisch, seit 1444 Bürger in Breslau, Vater von dreizehn Kindern. Die bedeutende, dem Patrizierstand von Breslau angehörende Familie besaß bei Breslau die Güter Arnoldsmühle, Gohlau, Kattern, Lohe und Strachwitz. Der Historiker Johann Sinapius nannte 1474 Hans Rindfleisch auf Gohlau, Strachwitz und Arnoldsmühle. Am 14. April 1485 erhielten Hans Rindfleisch und seine Brüder in Görlitz von Kaiser Friedrich III. ein adliges Wappen nebst Kleinod. Als Söhne von Hans gibt Sinapius Peter Rindfleisch († 6. Mai 1535), der als ritterlicher Gefolgsmann nach Jerusalem zog, und den Tuchhändler Christoph Rindfleisch († 1508) an. Am 19. April 1511 verlieh Kaiser Maximilian I. in Ulm Hans Rindfleisch und seinen Söhnen Christoph und Peter sowie deren Vettern einen Adelsbrief: Sie und ihr ehelich Leibs Erben für und für in ewig Zeit in den Stand des Adels erhebt...

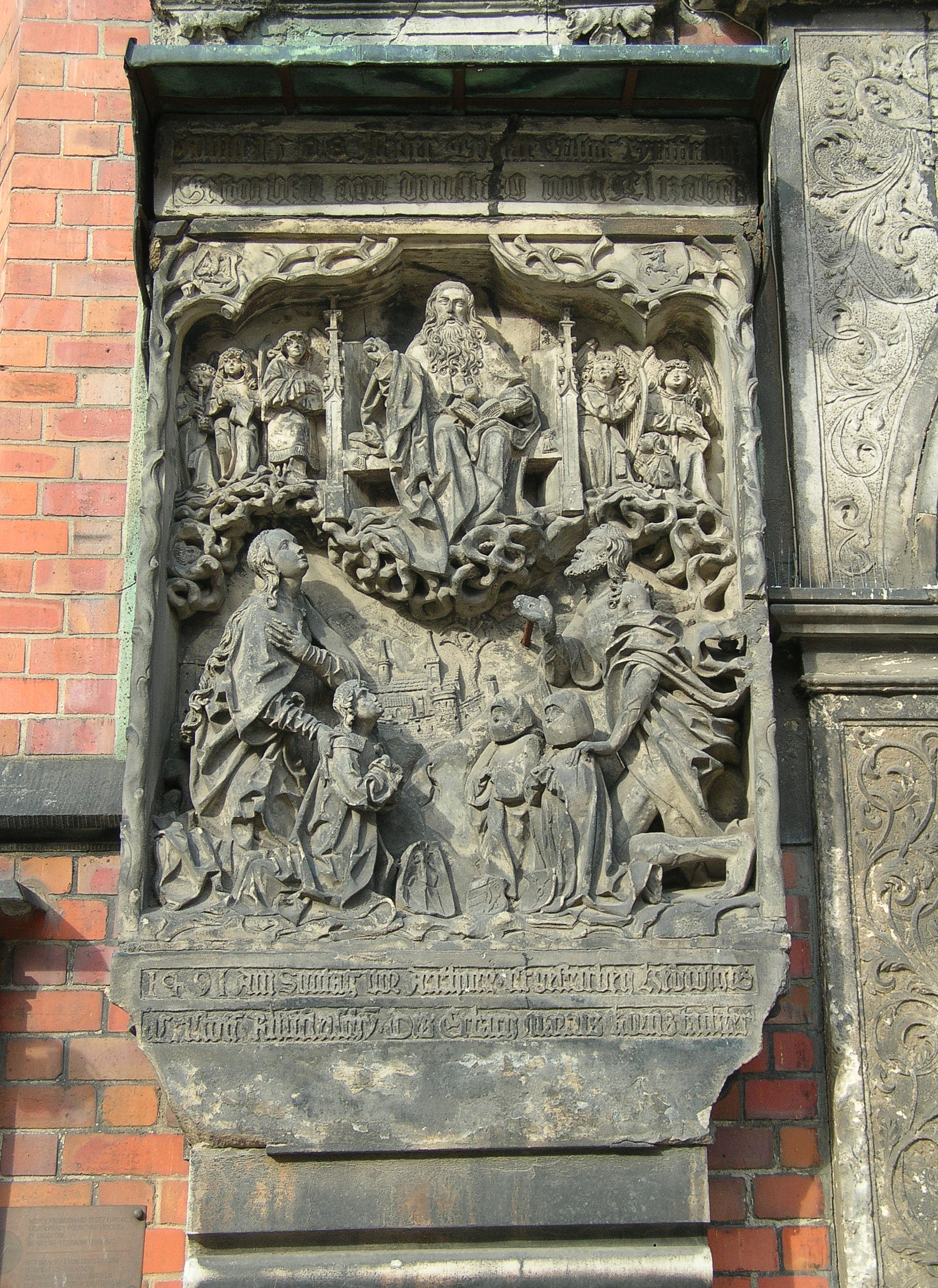
Epitaph für Christoph Rindfleisch

Der Grabstein von Christoph Rindfleisch und seiner Frau an der Außenwand der Elisabethkirche von Breslau trägt die Inschrift: 1491 am Sontag vor Anthoni ist gestorben Hedwigis Christoff Rintfleischyn, des Erbarn Marcus Korns tachter. Die Steinplatte über dem Relief: Anno 1508 Jst der Erbar Christof Ryntfleisch gestorben am Dinstag noch Elizabeth. Der Grabstein von Peter Rindfleisch († 1535) und seiner Frau im Stil der Frührenaissance: Der Erbar Peter Rindfleisch, Burger alhie(r), starb am VI. May, ANNO MD. XXXV. Unter dem Sockel steht auf einer Tafel: Die Toguntsame Fraw Prisca, sein ehliche Hausfraw, den virzehnden Julij, Anno etc. XXVI.
Der Sohn von Christoph, Albrecht Rindfleisch, wurde Domherr von Breslau. Nach älterer Literatur soll das Geschlecht in Schlesien 1581 mit Andreas Rindfleisch, Oberzolleinnehmer in Breslau, erloschen sein, es blühte in Breslau jedoch noch nachweislich bis 1633. Während die Rindfleisch in Schlesien ausstarben, bestand die dem Landadel der Oberlausitz angehörende Linie noch bis in die zweite Hälfte des 18. Jahrhunderts fort. Der Stammvater der Lausitzer Linie war Peter Rindfleisch († 1598) in Breslau. Sein Sohn Jakob von Rindfleisch war u. a. Besitzer der Güter Hennersdorf, Kundorf, Rudelsdorf und Sohra. Am 31. März 1647 wurde der Sohn von Jakob, Hans Jakob von Rindfleisch, der mit seinen Dienern bei Leuba erschlagen wurde, beigesetzt. Der Stamm ist mit dem königlich-polnischen und kursächsischen Rittmeister Ernst Erasmus von Rindfleisch, Herr auf Kundorf und Zwecka († 3. August 1772), im Mannesstamm erloschen. Die Güter fielen nach seinem Tod an dessen Witwe Johanna Susanna von Rindfleisch, geb. von Gersdorff († 12. April 1773).

## Besitzungen
- bei Breslau: Arnoldsmühle, Kattern, Lohe, Rosslawitz, Strachwitz
- bei Görlitz: Döbschütz, Sohra,
- bei Lauban: Kundorf, Rudelsdorf, Zwecka
- bei Neumarkt: Gohlau
- bei Ohlau: Hennersdorf

## Wappen
Blasonierung: Schild quergeteilt: Oben in Gold ein roter Rindskopf und unten in Schwarz drei gerade stehende goldene Spitzen. Auf dem Helm der Rindskopf wie im Schild. Die vorderen Helmdecken gelb und schwarz, die hinteren gelb und rot.

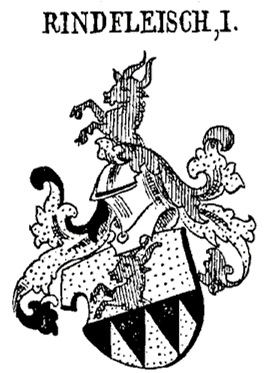
Wappen derer von Rindfleisch in Siebmachers Wappenbuch
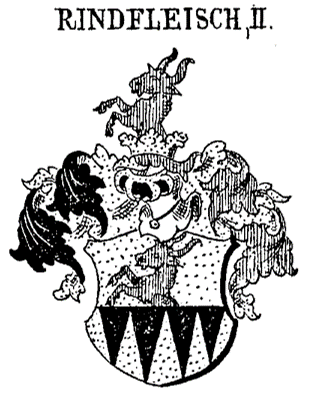
Alternatives Wappen derer von Rindfleisch in Siebmachers Wappenbuch

## Genealogie
- Hans Rindfleisch, erwarb im Jahr 1444 das Breslauer Bürgerrecht
  - Hans († 13. Dezember 1478) ⚭ Katharina von Bank
    - Hans (auch: Johannes) ⚭ Anna Dachs; 1481: Ritter vom heiligen Grabe; 1485: mit seinen Brüdern vom Kaiser geadelt
      - Elisabeth ⚭ Kaspar Morgenroth
      - Johann ⚭ Katharina Morgenroth

    - Margarethe ⚭ Hans Rüdigersdorf
    - Rosina ⚭¹ Hans Hübner; ⚭² Hans von Popplau „(?)“
    - Christoph († 1508), reicher Breslauer Händler; ⚭¹ Hedwig Kurn; ⚭² Hedwig Scholtz von Rosenthal
      - erste Ehe:
      - Christoph († jung)
      - Georg († jung)
      - Anna († jung)
      - Albrecht (* 30. März 1543), „Kanonikus zum Dom von Breslau“, unverheiratet
      - zweite Ehe:
      - Johannes ⚭ Katharina Gerlach von Gerlachsdorf
        - Johann († jung)
        - Christoph ⚭ Maria Rohr genannt Biedenkopf
          - Johannes († jung)
          - Katharina(† jung)
          - Maria († jung)
          - Christoph († jung)
          - Katharina ⚭ David Weger
          - Maria († jung)
          - Georg († 30. April 1613), Marmor-Epitaph in der Maria-Magdalena-Kirche in Breslau

        - Katharina († 24. Juli 1683; ⚭ Johann Spremberg)

      - weitere Kinder des Händlers Christoph:
      - Hieronymus († jung)
      - Franz († als Junggeselle)
      - Sebastian († jung)
      - Epitaph für Sebastian Monau und seiner Frau einer geb. Rindfleisch Magdalena ⚭¹ Sebastian von Monau; ⚭² Pankraz Gutteter)
      - Anna ⚭ Heinrich Rybisch
      - Martha († 22. Oktober 1539; ⚭ Siegmund Pucher von der Puche)
      - Hedwig (⚭ Hieronymus von Uthmann und Rathen
      - Apollonia († 17. Mai 1542) ⚭ Stanislaus von Reichel; starben am gleichen Tag an der Pest
      - Dorothea ⚭ Philipp Ecker genannt Dressler

    - weitere Kinder Hans Rindfleischs und Katharina (geborene von Bank):
    - Hieronymus († 1492)
    - Katharina († 1496) ⚭ vor 1476: Hans Esslinger; Katharinas[3] Sandsteindenkmal gegenüber der Breslauer Elisabethkirche ist nicht erhalten
    - Georg (angeblich Ritter unter dem Landgrafen von Hessen; starb unverheiratet)
    - Dorothea ⚭ Valentin Scheurl
    - Peter († 6. Mai 1535); Ritter des heiligen Grabes; sein Sandsteindenkmal an der Breslauer Elisabethkirche ist nicht erhalten. ⚭¹ Prisca von Popplau; ⚭² Katharina von Monau
      - Servatius († 20. März 1557); studierte in Wittenberg; seine bronzene Grabplatte befand sich einmal in der Breslauer Magdalenenkirche; ⚭ Sabine Prüfer
        - Daniel († jung)
        - Katharina († jung)
        - Sigmund († Junggeselle)
        - Andreas († 1581 in Breslau) Oberzolleinnehmer; ⚭ Ursula Genger
          - Andreas († als Kind)
          - Markus († in Glogau)
          - Gabriel († jung)
          - Hieronymus, kaiserlicher Oberstleutnant in den Niederlanden
          - Daniel (* 12. September 1562; † 26. Juni 1621), Leibarzt Karls von Österreich; ⚭¹ Emilia Lange; ⚭² Eva Oder
            - erste Ehe:
            - Ursula († jung)
            - Martha ⚭¹ Lukas Richter; ⚭² Daniel Franke
            - Margarethe († 11. Juli 1628); ⚭¹ Friedrich Habermann; ⚭² Adam Mühlpfort
            - Theodor (* Dezember 1599 in Breslau; † 1. Oktober 1633 in Neisse), Bürgermeister in Neisse; ⚭ Euphrosine Hennegau
            - Daniel († 29. September 1631 in Paris), Doktor der Medizin
            - Philipp Jakob (* 1603; † 3. März 1625 in Breda, Niederlande)
            - Ursula († 9. November 1640) ⚭Tobias Sachs von Löwenheim
              - Philipp Jakob Sachs von Löwenheim[4]

            - Johann Christoph (* 1608; † 1630 in Paris); Maler in Paris
            - zweite Ehe des Daniel Rindfleisch:
            - Ernst († 21. September 1633 in Breslau)
            - Andreas († 21. September 1633 in Breslau)

          - weitere Kinder des Andreas Rindfleisch:
          - Ursula ⚭¹ Friedrich Gross; ⚭² Gerhard Heinrich
          - Markus ⚭ in Glogau
          - Sabine ⚭¹ Christoph Ephebus; ⚭² Daniel Matz
          - Barbara ⚭ Elias Lehmann
          - Magdalena ⚭ Kaspar Rumbaum

        - weitere Kinder des Servatius:
        - Johann, heiratete in St. Gallen, hatte keine Kinder
        - Peter, lebte und starb in Löwenberg. ⚭ Anna Simoniwitz
        - Servatius ⚭ Anna Lorenz; Ehe blieb kinderlos
        - Barbara ⚭¹ Johann Finke aus Neisse; ⚭² Hans der Jüngere von der Heyde
        - Sabine (begraben in Gnichwitz) ⚭ Johann Storm
        - Magdalene ⚭¹ Johann Ehring; ⚭² Jakob Binder (beide Ehemänner waren Apotheker)
        - Martha ⚭ Christoph von Hülse
        - Eva († 10. Oktober 1633) ⚭ Esaias Heidenreich
        - Daniel, wanderte als Kauf- bzw. Handelsmann nach Antwerpen aus. ⚭ Anna von der Brück genannt Angermund
          - Daniel (* 4. Dezember 1571) ⚭ Kornelia von Woelputh
          - Katharina (* 18. Juni 1575)
          - Sabina (* 19. Juni 1577)
          - Anna (* 6. September 1578) ⚭ Alexander Buequea
          - Johann (* 27. August 1579)
          - Susanne (* 22. September 1581)
          - Christoph (* 20. Februar 1584)
          - Esther (* 10. August 1586)
          - Sara (* 30. Oktober 1588)

        - weitere Tochter des Servatius:
        - Maria († als Jungfer)

    - weitere Kinder Peters, des Ritters zum heiligen Grabe:
      - Erasmus († als Junggeselle)
      - Christoph († jung)
      - Hedwig († 5. April 1558) ⚭ George von Hörnig
      - Anna (⚭ Franz Fischer)
      - Lomera († 29. Januar 1572) ⚭ Stenzel von Monau
      - Prisca † jung in Schweidnitz
      - Esther ⚭ Eustachius Schramm
      - Peter († jung)
      - Josef († klein)
      - Josef (* 1534; † 8. April 1598 in Breslau); sein und seiner Frauen Denkmal im späten Renaissancestil befand sich in der Breslauer Elisabethkirche. ⚭¹ Magdalene von Morgenberg; ⚭² Magdalena von Artzat; ⚭³ Justina Lindner
        - Kinder aus erster Ehe:
        - Friedrich (* 7. Juni 1564) ⚭¹ Anna von Schachmann; ⚭² Rosina Tieske
          - Jakob Heinrich
          - Anna Maria (* in der Lausitz)

        - Katharina († jung)
        - Margarethe († 1614) ⚭¹ Michael Klette; ⚭² Jakob Burckhardt von Löwenberg
        - Kinder Josefs aus zweiter Ehe:
        - Josef (* 1571; † 1598 als Junggeselle)
        - Georg (* 1573; † 13. April 1643) ⚭ Anna von Schilling
        - Katharina (* 1581; † 12. Mai 1602) ⚭ Johann Pucher von der Puche
        - Jakob von Rindfleisch (* 1575; † 1635) ⚭¹ Magdalena von Hoffmann, ⚭² Kunigunde Pförtner von der Hölle
          - Ernst Jakob von Rindfleisch (* 1614; † 1660), ⚭ Anna Elisabeth von Bindemann
            - Ernst Gottlieb von Rindfleisch (* 1654; † 1715), ⚭¹ Juliane Sophie von Bohrau, ⚭² Anna Elisabeth von Gersdorff, ⚭³ Erdmute Tugendreich von Gersdorff
              - Ernst Erasmus von Rindfleisch (* 1715; † 1772), ⚭ Johanne Susanna von Gersdorff
                - Carl Ernst Ott von Rindfleisch († 1757), gefallen im Siebenjährigen Krieg

          - Hans Jakob von Rindfleisch (* 1616; † 1647), wurde erschlagen
          - Carl Heinrich von Rindfleisch (* 1619), ⚭ Anna Maria von Nostitz

        - weitere Tochter Josefs aus zweiter Ehe:
        - Magdalena

      - ein weiteres Kind Peters, Ritters vom heiligen Grabe, unbekannten Namens, das wohl als Kind starb

    - Barbara (* 5. Februar 1578; † Juni 1638) ⚭ Michael Fürst von Kupferberg
    - weitere Töchter Hans Rindfleischs und Katharina (geborene von Bank):
    - Ursula († 6. Januar 1492); ihr Epitaph befindet sich in der Breslauer Elisabethkirche. 1482: ⚭ Heinrich von Hemmerday.
    - Anna, Nonne im Katharinenkloster
    - Hedwig, Nonne im Katharinenkloster